# Безжалостное солнце
«Безжа́лостное со́лнце» (англ. Hard Sun) — пре-апокалиптический британский драматический телесериал с Агнесс Дин и Джимом Стерджессом в главных ролях. Сценарий ко всем эпизодам написал Нил Кросс, а режиссёром выступил Брайан Кирк. Премьера сериала состоялась на BBC One в Великобритании 6 января 2018 года; на сервисе Hulu в США премьера запланирована на 7 марта 2018 года. В день британской премьеры все эпизоды стали доступны в BBC iPlayer.
15 августа 2018 года сериал был закрыт после одного сезона.

## Сюжет
Во время расследования обстоятельств смерти молодого парня-хакера в руки двух инспекторов лондонской полиции Чарли Хикса и Элейн Ренко попадает информация о грядущем апокалипсисе. Эти данные не предназначены для огласки и правительство всеми силами пытается помешать полицейским. Распространившиеся слухи о скором конце света провоцируют некоторых людей на совершение страшных поступков. Чарли, опасаясь за будущее своей семьи, готов пойти на сделку со спецслужбами, тогда как Ренко, некоторое время назад чуть не погибшая от рук собственного сына-психа, готова бороться. Одновременно она вынуждена вести тайное следствие против Хикса, подозреваемого в коррупции. До конца же света остаётся всего несколько лет.

## В ролях
- Агнесс Дин — детектив-инспектор Элейн Ренко
- Джим Стерджесс — главный детектив-инспектор Чарли Хикс
- Никки Амука-Бёрд[англ.] — Грэйс Морриган, старший сотрудник MI5
- Дерек Ридделл[англ.] — детектив/главный суперинтендант Роланд Белл
- Чук Сибтайн[англ.] — детектив-сержант Херби Сарафян
- Эдриан Роулинс — детектив-сержант Джордж Муни
- Оуайн Артур — детектив-сержант Кит Гринер
- Джоджо Макари — Дэниел Ренко
- Лоррэйн Барроуз[англ.] — Симона Хикс
- Дермот Краули — отец Деннис Чапман
- Ричард Койл — Том Блэквуд
- Варада Сету — детектив-сержант Мишаль Али
- Аквели Роач[англ.] — Уилл Бенедетти
- Эйслинг Беа[англ.] — Мари Бутлер
- Тамара Смарт — Хейли Хикс

## Производство
Сериал был заказан в декабре 2015 года BBC One для совместного производства с американским сервисом Hulu.